# HIPO

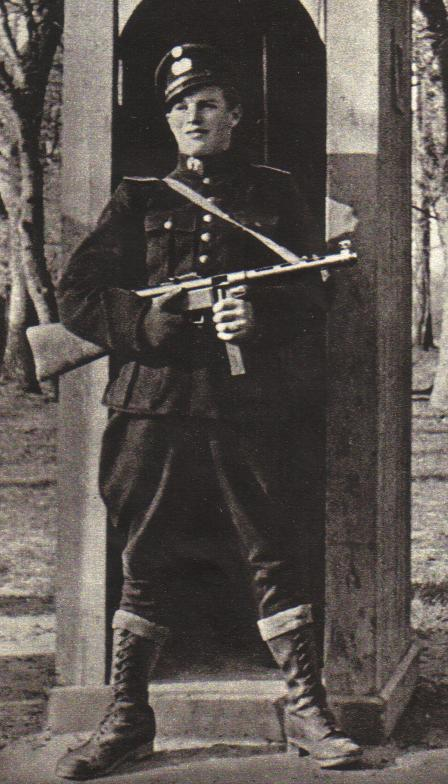
Dansk HIPO-konstapel under tjänstgöring

HIPO, Hilfspolizei (hjälppolis), var en dansk uniformerad kår som fungerade som tysk hjälppolis 1944-45.
Kårens medlemmar hämtades huvudsakligen från underrättelseavdelningen vid Schalburgkorpset. Ledare för HIPO var de tidigare poliserna Erik V. Petersen och senare Oktavius Norreen. Den förstnämnde likviderades i april 1945 av motståndsgruppen Holger Danske.
Lorenzen-gruppen var en underavdelning till HIPO-kåren och gick under beteckningen avdelning 9c.

### Översättning
Den här artikeln är helt eller delvis baserad på material från danskspråkiga Wikipedia.